# PowerBook 100
PowerBook 100是一款由苹果电脑和索尼合作设计和制造，于1991年10月21日在内华达州拉斯维加斯的COMDEX電腦展覽會上首次推出的小型笔记本电脑。首发售价为2300美元的Power 100是最早三款同時推出的PowerBook系列中價格最低的一款。Power 100的整體運行速度与其上一代产品Macintosh Portable非常相近。它装有一枚摩托罗拉68000型16MHz处理器，2到8MB内存，一塊9英寸（23）单色背光640×400像素分辨率的液晶显示器，并预装System 7.0.1系统。本体因其不含內置软盘驱动器、独特的紧凑设计而著称，而另一显著特色则是在鍵盤前方正中安装了一个轨迹球以方便使用。
PowerBook 100是由索尼和蘋果內部設計團隊“苹果工业设计团队”合作设计和制造。時任苹果首席执行官约翰·斯卡利於1990年啟動了PowerBook项目，并拨款100萬美元用于市场营销。尽管預算较少，但是新產品PowerBook一上市就大獲成功，在第一年就就为苹果带来了超过10亿美元的收入。1992年9月3日，PowerBook 100停產，被PowerBook 145和PowerBook Duo系列取代。PowerBook 100的設計曾多次受到赞誉：2005年，美國雜誌《Mobile PC》杂志将PowerBook 100评为有史以来最伟大的电子产品；2006年，《PC World》在评选有史以来伟大的電腦时，将PowerBook 100列为第十。

## 歷史
从1990年开始，时任苹果首席执行官的约翰·斯卡利亲自监督产品开发，以确保苹果能更快地向市场推出新电脑。他的新策略是通过降低价格以及发布更多“热门”产品来迅速增加市场份额。为此，苹果公司在1990年发布了低端的Macintosh Classic便携式电脑和Macintosh LC台式电脑并受到市场欢迎。这一策略为其商业成功做出了贡献，因此斯卡利希望通过新的PowerBook系列来复制前面这些产品的成功。
斯卡利在1990年启动了PowerBook系列项目，他希望新品能在一年内发布。这个项目有三名经理：项目总负责人副总裁兰迪·巴塔特（Randy Battat）；负责新笔记本电脑硬件工程管理的约翰·麦迪卡（John Medica）；领导营销工作的尼尔·塞尔温（Neil Selvin）。1991年时，笔记本电脑行业的两个领头羊分别是东芝和康柏，它们都推出了重量不到8英磅（3.63）的产品。针对于此，巴塔特、麦迪卡和塞尔温特意设计出了比竞争对手更轻的PowerBook。
斯卡利为PowerBook产品线拨款100万美元作为营销预算，与之形成鲜明对比的是Macintosh Classic项目曾获得2500万美元的营销预算支持。巴塔特、麦迪卡和塞尔温用大部分营销预算，请广告代理公司Chiat/Day制作并播出了一则令观众印象深刻的电视广告。在这则电视广告片中，已退役洛杉矶湖人篮球明星卡里姆·阿卜杜勒-贾巴尔显得很难受地挤坐在航班座位上，但却流畅地在他的PowerBook上打字，广告旁白说道：“至少他的手很舒服。”
1991年10月21日，苹果在拉斯维加斯的COMDEX电脑博览会上发布了PowerBook 100，同时发布的还有另外两款产品：PowerBook 140和PowerBook 170。广告和产品本身都非常成功，苹果预计PowerBook第一年在美国的销量将超过20万台，并在发布后的第三个月达到需求峰值。到1992年1月，苹果已经卖出了超过10万台PowerBook，此时产品供不应求。不过好在苹果很快就解决了供应问题。PowerBook发布后的第一年销售收入就达到了10亿美元，这帮助苹果成功超越东芝和康柏成为全球便携式电脑市场的新领导者。PowerBook 100、140和170对苹果在1992年的财务成功做出了巨大贡献。在这一财政年度末，苹果公布了有史以来最高的财务数据：收入达到71亿美元；全球市场份额从8%增长到8.5%，而这也是四年来的最高水平。
1991年12月开始，PowerBook 100的销量开始下滑，140和170型则变得更受欢迎。这是因为客户更愿意花多一点的钱购买内置的软盘驱动器和第二个串行端口，而PowerBook 100却并不提供这些。为了尽可能的清掉库存，苹果不得不采取降价出售的策略，在西海岸，价格降至900美元，而东海岸甚至只有700美元，这一举措使得PowerBook 100突然变得炙手可热。到1992年8月10日，苹果公司悄悄地将PowerBook 100从官方网站价格表中移除，但仍旧通过自己的经销商以及Price Club等面向消费者的另类折扣商店出售现有存货。
1992年9月17日，苹果公司因为潜在的安全问题而不得不召回了6万台PowerBook 100。这是因为人们发现在1991年10月至1992年3月期间生产的6万台笔记本中，有三台出现了短路现象，外壳上被熔出一个小孔。召回当天，苹果股价下跌1.25美元，收于每股47美元。但一些分析师却对召回的重要性不以为然。此外，PowerBook 100的原始电源设计也被发现存在绝缘材料易出现裂缝的问题，这将可能导致主板上的保险丝短路，需要更换主板来进行维修。而如果保修期已过，客户将需要花费400美元来更换主板。

## 功能特性
PowerBook 100大多数的内部组件都是基于它的前辈Macintosh Portable。它包括一枚摩托罗拉68000型16MHz微处理器、2MB内存、没有内置软盘驱动器，首发价格为2300美元，而可供用户选购的外置软盘驱动器则售价为279美元。此外它还有2500美元附带外置软盘驱动器的版本出售。PowerBook 100的在尺寸上进行了较大的改进，长11英寸（28）、宽8.5英寸（22）、高1.8英寸（4.6），相比之下Portable长15.25英寸（38.7）、宽14.83英寸（37.7）、高4.05英寸（10.3）。另一个显著的不同则是PowerBook 100使用了更便宜的无源矩阵显示器而不是Portable（以及PowerBook 170型）上所使用的更清晰的有源矩阵显示器。PowerBook 100预装了标准的System 7.0.1操作系统，支持直到System 7.5.5为止的所有版本。然而，苹果另外发布了System 6.0.8L，允许PowerBook 100运行System 6。
PowerBook 100配备有一个外部串行端口，可用于支持打印机或任何兼容的RS-422设备。它是第一台省略外部调制解调器端口，仅提供一个可选的内置2400波特调制解调器用于通信的Macintosh电脑。这一设计导致了用户一开始无法直接在打印的同时访问AppleTalk或更快的外部调制解调器。而诸如高级MIDI接口之类的设备，PowerBook 100也无法使用，因为它们都需要专门使用两个端口。但是，第三方厂商生产的串行调制解调器端口可以安装在内部调制解调器插槽中，以供需要上述功能的消费者选择使用。
当电脑不被使用时，只要主铅酸蓄电池有电，存储器的内容就会被保存下来。PowerBook 100的电源管理器是一块集成电路，安装在PowerBook的主板上，以负责电脑的电源管理。与Macintosh Portable一样，它也同时控制显示器的背光、硬盘转速下调、整机的睡眠和唤醒、电池充电、轨迹球控制以及输入/输出等。PowerBook 100增加了一个新功能：机身内置一枚3.5V电池，在PowerBook 100的主电池被取下或者整机被临时断开所有外部供电时，这枚电池可以持续为RAM供电。这使得PowerBook 100成为苹果RAM disk的完美选择，通过降低访问硬盘的频率来帮助延长电池寿命，因为100是当时唯一一款在关机时可以在RAM上保持内容以减少启动时间的PowerBook。
PowerBook 100是第一款集成了SCSI磁盘模式的PowerBook，可以作为Macintosh台式机的外部硬盘使用。这为将软件安装到PowerBook或传输到桌面提供了便利，而不需要使用PowerBook 100的可选软盘驱动器。但是，要使用PowerBook系列中的任何一款SCSI设备，都需要具有特殊连接器的SCSI转接线。这个功能在当时是PowerBook 100所独有的，直到一年多后苹果发布了新的PowerBook。
PowerBook 100的QWERTY布局键盘有两个版本：一个是美国国内版本，有63个按键；另一个是ISO标准的国际版本，有64个按键。PowerBook 100上的大写锁定键既没有锁定位置指示，也没有显示其状态的指示灯，为了弥补这一缺陷，System 7操作系统软件包含了一个扩展文件，当激活大写锁定时，菜单栏右上角会显示国际标准大写锁定符号（⇪）的图标。
另一方面，PowerBook 100的内部构造同样也是苹果公司W.A.L.T.电话原型的基础。

## 設計
在PowerBook 100之前PowerBook 140和170都是苹果工业设计团队从1990年3月到1991年2月之间设计的，而PowerBook 100是在1990年9月至12月之间设计的。
由于当时苹果产品线众多，没有足够的工程师来处理计划将在1991年交付的新产品，于是在1989年底与索尼进行了接洽，商讨合作开发PowerBook 100的事宜。通过使用苹果的基本蓝图，包括一系列芯片和其他组件，以及便携式的架构，索尼在日本和加利福尼亚州的圣地亚哥进行PowerBook 100的微型化设计和生产。索尼的工程师们在当时几乎没有制造个人电脑的经验。尽管如此，在取消了其他项目，将PowerBook 100列为首要任务后，他们在13个月内完成了苹果公司最小最轻电脑的设计。索尼时任总裁大贺典雄甚至为此允许项目经理山本喜一（Kihey Yamamoto）从索尼的任何部门抽调工程师参与PowerBook 100的研发。
苹果公司当时的工业设计主管罗伯特·布伦纳领导了开发笔记本电脑的设计团队，定下了包括轨迹球和花岗岩颜色外观在内的很多设计。布伦纳说，他设计的PowerBook是为“让它可以像普通的书一样易于使用和携带”。深色的花岗岩灰色使PowerBook 100有别于当时的其他笔记本电脑，也有别于苹果的其他产品，这些产品传统上都是采用米色或白金灰色的外观配色。轨迹球作为另一个新的设计元素，被安装在键盘前方的中央，使得左撇子和右撇子用户都能方便的操作PowerBook。设计师们试图通过笔记本电脑的整体设计来创造一种时尚宣言。他们觉得笔记本电脑更像是一件个人配件，就像钱包或公文包一样。布伦纳说：“它说明了携带者的身份”。

## 社會反映
《Home Office Computing》的克里斯特尔·沃特斯（Crystal Waters）称赞PowerBook 100的“独特、有效的设计”，但是因为内置调制解调器不能接收传真，且没有监控端口而让他感到失望。低容量的20MB硬盘也受到了批评，因为一旦用户安装完核心应用程序，就没有多少剩余空间留给可选的程序和文档了。沃特斯总结道：“在过去的几个星期里，我一直在使用PowerBook 100，我知道如果它有一个40MB的硬盘驱动器可供选配，我不会觉得买它是上当受骗。”
《PC周刊》以PowerBook 100为基准，将其与其前身Macintosh Portable进行比较。PowerBook 100用了5.3秒打开一个Microsoft Word文档，保存它则用了2.5秒，而Portable分别花了5.4秒和2.6秒。而有关电池寿命，《PC周刊》测试结论续航达到3小时47分钟。《字节》杂志的评论总结道：“PowerBook 100被推荐用于文字处理和通信任务：这款高端产品为复杂的报告、大型电子表格和专业图形提供了足够的运算能力。”《MacWEEK》形容它是“作家以及其他预算紧张人群的理想选择”。
PowerBook 100因其设计而获得多个奖项，包括1999年ISDA十年设计银奖、《Form》杂志1993年设计师设计奖、1992年IDSA工业设计金奖、1992年家电制造商设计优秀奖和汉诺威博览会行业论坛设计十佳。PowerBook 100也得到了很多媒体的认可。2005年，美国杂志《Mobile PC》将PowerBook 100列为有史以来最伟大的数码产品，超过了Walkman和雅达利2600。2006年，《PC World》将PowerBook 100列为有史以来第十大个人电脑。

## 規格
| 组件       | 规格 |
| ---------- | --- |
| 显示器     | 9英寸（23）单色无源矩阵（FSTN）LCD（背光）显示器，640×400 像素分辨率 |
| 存储       | 内置20–40MB SCSI硬盘；外部3.5"软盘驱动器（选配） |
| 处理器     | 16MHz 摩托罗拉 68000 |
| 总线速度   | 16MHz |
| RAM        | 2MB，可使用100ns SIMM或者可选自定义RAM槽扩展卡扩展到8MB |
| ROM        | 256KB |
| 网络       | AppleTalk，可选的调制解调器 |
| 电池       | 2½–3¾小时续航 7.2V密封铅酸充电电池 3.5V 锂备用电池 |
| 外观尺寸   | 长11英寸（28）、宽8.5英寸（22）、高1.8英寸（4.6） 5.1英磅（2.31） |
| 端口连接   | 1 × ADB（键盘、鼠标） 1 × S端子-8 RS-422串行接口（打印机/调制解调器，AppleTalk） 1 × HDI-20（外接软盘驱动器） 1 × HDI-30接口 SCSI（外接磁盘驱动器、扫描仪） 1 × 3.5 mm耳机插口 |
| 操作系统   | System 6.0.8L、7.0.1–7.5.5 |
| 扩展插槽   | 1 × 串行调制解调器 |
| 音频       | 8-bit 单声道22 kHz |
| Gestalt ID | 24 |
| 开发代号   | Elwood、Jake、O'Shanter & Bess、Asahi、Classic、Derringer、Rosebud以及Sapporo                                                                                                  |

## 脚注